# Maverick – Den Colt am Gürtel, ein As im Ärmel
Maverick – Den Colt am Gürtel, ein As im Ärmel ist eine US-amerikanische Westernkomödie aus dem Jahr 1994 von Regisseur Richard Donner. Das Drehbuch schrieb William Goldman.
Die Handlung basiert zum Teil auf der Fernsehserie Maverick, in der James Garner die Titelrolle spielte.

## Handlung
Die Poker-Spielerin Annabelle Bransford und Bret Maverick versuchen beide, jeweils 25.000 US-Dollar Startgeld für einen Poker-Wettbewerb zu sammeln. Der Wettbewerb wird von Commodore Duvall organisiert und soll auf dessen Raddampfer auf dem Mississippi stattfinden. Auf dem Weg dorthin werden sie vom Marshal Zane Cooper begleitet, der das Spiel beaufsichtigen soll.
Bret Maverick lässt sich von einem befreundeten Indianer überreden, einem russischen Fürsten als Ziel für die Menschenjagd zu dienen. Dafür bekommt der Indianer 2.000 US-Dollar, gibt aber Bret gegenüber vor, nur 1.000 Dollar als Bezahlung gefordert zu haben, wovon er diesem aber die ganzen 1.000 Dollar abgibt. Etwas später trifft Maverick den Fürsten wieder, gibt sich als Regierungsbeamter aus und bekommt durch Erpressung und Drohung mit einer Mordanklage die fehlenden 6.000 Dollar, sodass Annabelle und er an dem Turnier teilnehmen können.
Während der Nacht wird das Spiel genau für eine Stunde unterbrochen. Wer nicht rechtzeitig am Pokertisch ist, verliert alles. In dieser Stunde liegen sich Annabelle und Bret in den Armen. Als Annabelle das Zimmer verlassen hat, findet Bret seine Tür von außen mit einer Kette verschlossen vor. Er turnt über das Schaufelrad an ein Oberdeck und kommt mit dem letzten Glockenschlag der Uhr an den Spieltisch. Maverick gewinnt den Wettbewerb in einem dramatischen Finale mit einem Royal Flush gegen ebenfalls sehr starke Blätter (Vier Achten, Straight Flush) bei seinen Gegnern. Zur allgemeinen Überraschung aber wird das Preisgeld von 500.000 US-Dollar von Zane Cooper gestohlen. Als die geflüchteten Cooper und Duvall das Geld aufteilen wollen, findet Maverick die beiden und nimmt ihnen das Geld wieder ab. Wenig später entspannt sich Maverick gerade in einer Badewanne (Badehaus), als plötzlich Cooper erscheint. Dieser entpuppt sich nach einem kurzen Dialog mit Maverick als dessen Vater. Nachdem sich Cooper ebenfalls einem Bad unterzieht, erscheint überraschenderweise Annabelle Bransford. Da sie sich sicher ist, dass keiner der beiden Männer sich traut, nackt aus der Badewanne zu steigen, stiehlt sie das Geld aus einer am anderen Ende des Baderaums liegenden Tasche. Nach einigen Blicken auf das Badewasser der beiden Männer und einem anzüglichen Spruch verlässt sie grinsend das Badehaus. Nach einem kurzen Disput mit seinem Vater zieht Maverick einen seiner Stiefel neben der Badewanne herauf und zeigt seinem Vater dessen Inhalt. Es ist die Hälfte seines gewonnenen Geldes, das er vorsorglich und in offensichtlicher Vorahnung auf Mrs. Bransfords Erscheinen darin untergebracht hatte.

## Trivia
- Ab 1997 gab es im Freizeitpark Warner Bros. Movie World (heute Movie Park Germany) in Bottrop-Kirchhellen eine Zaubershow Maverick, die mit einer Rahmenhandlung lose auf den Figuren des Films basierte. Hier mussten Maverick und Annabelle gegen einen bösen Zauberer antreten. Die Musik dazu basierte fast ausschließlich auf Randy Newmans Soundtrack des Films. Ab 2000 gab es nur noch die Figur des Maverick, die zunächst vom heute bekannten Künstler Jan Rouven verkörpert wurde. Da es ohnehin keine Verbindung mehr zu dem Film gab, wurde der Filmbezug fallengelassen und die Show lediglich im Westernstil präsentiert.

- Die Wahrscheinlichkeit für das Auftreten der Finalhand (Royal Flush in Pik, Straight Flush 3-7 in Herz, vier Achten) liegt bei 1 zu 195.367.214.485.443.

## Cameoauftritte
In der Szene, in der Maverick in der Bank ist, um das Geld, das sein Freund ihm schuldet, zu holen, hat der Schauspieler Danny Glover einen Cameo-Auftritt als Bankräuber. Danny Glover war zuvor in drei Lethal-Weapon-Filmen zu sehen, ebenfalls an der Seite von Mel Gibson und unter der Regie von Richard Donner. Während dieser Begegnung wird auch das Lethal-Weapon-Thema musikalisch kurz angedeutet. Als die beiden in der Bank aufeinandertreffen, rutscht dem Räuber kurz das Tuch herunter, das er als Maske trägt. Beide Männer sehen überrascht aus und denken erkennbar darüber nach, ob sie sich nicht schon mal irgendwo gesehen haben oder sich kennen, schütteln dann aber beide ungläubig den Kopf. Als Glover mit seiner Bande dann flüchtet, verwendet er noch einen geflügelten Spruch aus der Lethal-Weapon-Reihe: „Ich bin zu alt für diesen Mist.“

### Weitere Cameoauftritte
Im Film sind einige bekannte Schauspieler aus Westernfilmen und -fernsehserien sowie Countrymusiker zu sehen:
- Restless Heart (Country-Rock-Band) als Bordkapelle des Schaufelraddampfers
- Dub Taylor (Westernschauspieler) als Hotelangestellter
- Hal Ketchum (Countrysänger) als Bankräuber
- Paul Brinegar (aus Tausend Meilen Staub) als Kutscher
- Carlene Carter (Countrysängerin) als Bedienung auf dem Schiff des Commodore
- Henry Darrow (Manolito Montoya in der Western-Serie High Chaparral)
- Corey Feldman als Komplize von Danny Glover

Als Pokerspieler:
- Robert Fuller (als Jess Harper aus Am Fuß der blauen Berge)
- Doug McClure (aus Die Leute von der Shiloh Ranch)
- Vince Gill (Countrysänger)
- Leo Gordon (Schauspieler der Originalserie)
- William Smith (bekannt aus der Westernserie Laredo)

Als Falschspieler:
- Waylon Jennings und Kathy Mattea (Countrysänger)
- Denver Pyle (als Mad Jack aus Der Mann in den Bergen und Bonanza)
- Clint Black (Countrysänger)
- Linda Hunt (Rolle im Endschnitt entfallen)

## Auszeichnungen
April Ferry wurde 1995 für den Filmpreis Oscar in der Kategorie Bestes Kostümdesign nominiert. Randy Newman gewann für seine Filmmusik den Preis American Society of Composers, Authors and Publishers (ASCAP) Film and Television Music Award.

## Kritiken
„Eine witzige Westernkomödie, die so viele Asse aus dem Ärmel zaubert, dass man risikolos auf sie setzen kann – oder wie es beim Pokern so schön heißt: All In!“

„Bunte Pokerballade mit viel Schwung und visueller Opulenz.“

„Motive einer 35 Jahre alten Fernsehserie wurden zu einem Kinofilm hochgespielt, der seine parodistischen Ansätze in äußerlichem Aufwand und Umständlichkeiten erstickt.“

„Richard Donner hat in der Reihe der Schmunzelwestern ein besonders unangestrengtes Stück vorgelegt. Eine Colt- und Kartentrickkomödie mit Road-Movie-Reiz, voll schöner „wilder“ Schauplätze und eitel Schlitzohrigkeit.“